# پهناجی
پهناجی، روستایی است از توابع شهرستان سیمرغ در استان مازندران ایران.

## جمعیت
این روستا در کیاکلا قرار داشته و براساس آخرین سرشماری مرکز آمار ایران که در سال ۱۳۸۵ صورت گرفته، جمعیت آن ۱۸۸نفر (۵۵خانوار) بوده‌است.
قالب افراد این روستا کشاورزبوده و در زمین‌های دیم خود کاشت برنج داشته و در زمین‌های خشک، مرکبات وصیفی جات با انضمام کاشت توت فرنگی وباقالاو… داشته باتوجه به وجود دوآبندان یکی در شرق ودیگری در غرب روستا این روستا دچار کمبود آب نمی‌شود با توجه به باران‌های فراوان، آب آبندان در طول سال تأمین می‌گردد.